# حامد تاب
حامد تاب کشتی‌گیر فرنگی‌کار ایرانی اهل خوزستان است.
وی در مسابقات قهرمانی کشتی جهان ۲۰۱۹ در وزن ۶۷ کیلوگرم عضو تیم ملی ایران بود.

## مسابقات قهرمانی کشتی جهان ۲۰۱۹
حامد تاب در دور اول مقابل اسماعیل بوررو مولینا از کوبا با نتیجه ۹ بر صفر مغلوب شد که با فینالیست شدن این حریف، او هم به گروه بازنده ها راه یافت. تاب در نخستین مصاف خود در گروه بازنده ها با نتیجه ۵ بر ۳ مغلوب میهای میهات از رومانی شد تا بدین ترتیب از گردونه رقابتها حذف شود. 